# Доленга (Малопольське воєводство)
Доленга (пол. Dołęga) — село в Польщі, у гміні Щурова Бжеського повіту Малопольського воєводства.
Населення — 425 осіб (2011).
У 1975-1998 роках село належало до Тарновського воєводства.

## Демографія
Демографічна структура станом на 31 березня 2011 року:
|          | Загалом | Допрацездатний вік | Працездатний вік | Постпрацездатний вік |
| -------- | ------- | ------------------ | ---------------- | -------------------- |
| Чоловіки | 227     | 36                 | 172              | 19                   |
| Жінки    | 198     | 41                 | 104              | 53                   |
| Разом    | 425     | 77                 | 276              | 72                   |